# Pseudoneottiospora patouillardii
Pseudoneottiospora patouillardii är en svampart som beskrevs av Nag Raj 1993. Pseudoneottiospora patouillardii ingår i släktet Pseudoneottiospora, divisionen sporsäcksvampar och riket svampar.   Inga underarter finns listade i Catalogue of Life.